# Dłuto

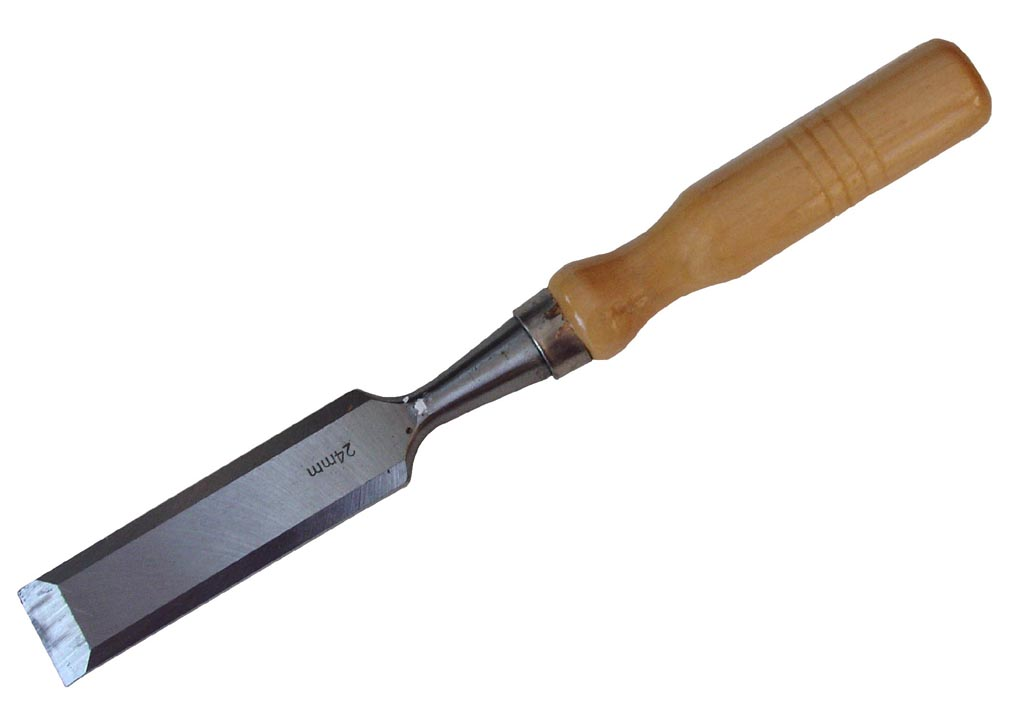
Dłuto stolarskie

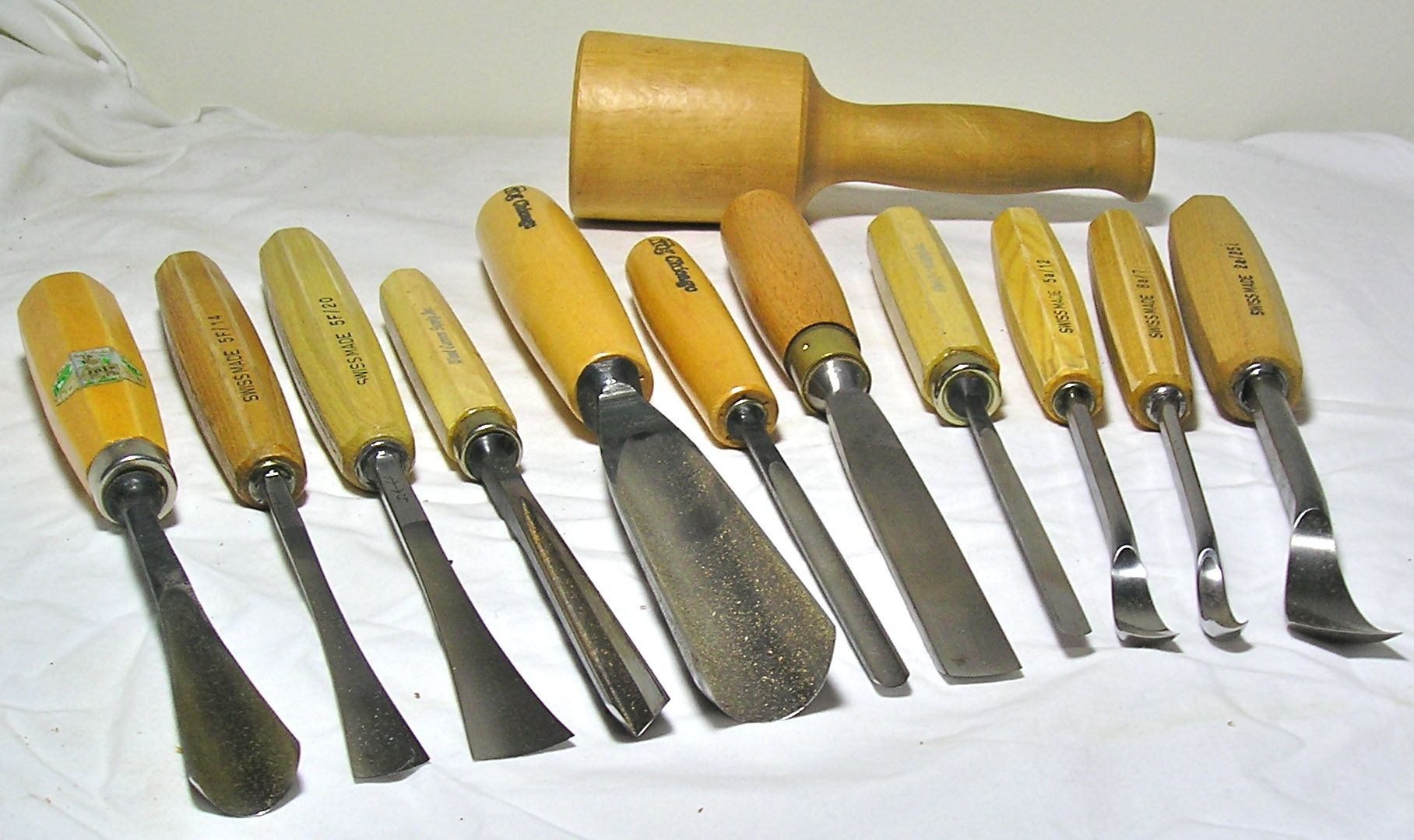
Zestaw dłut rzeźbiarskich

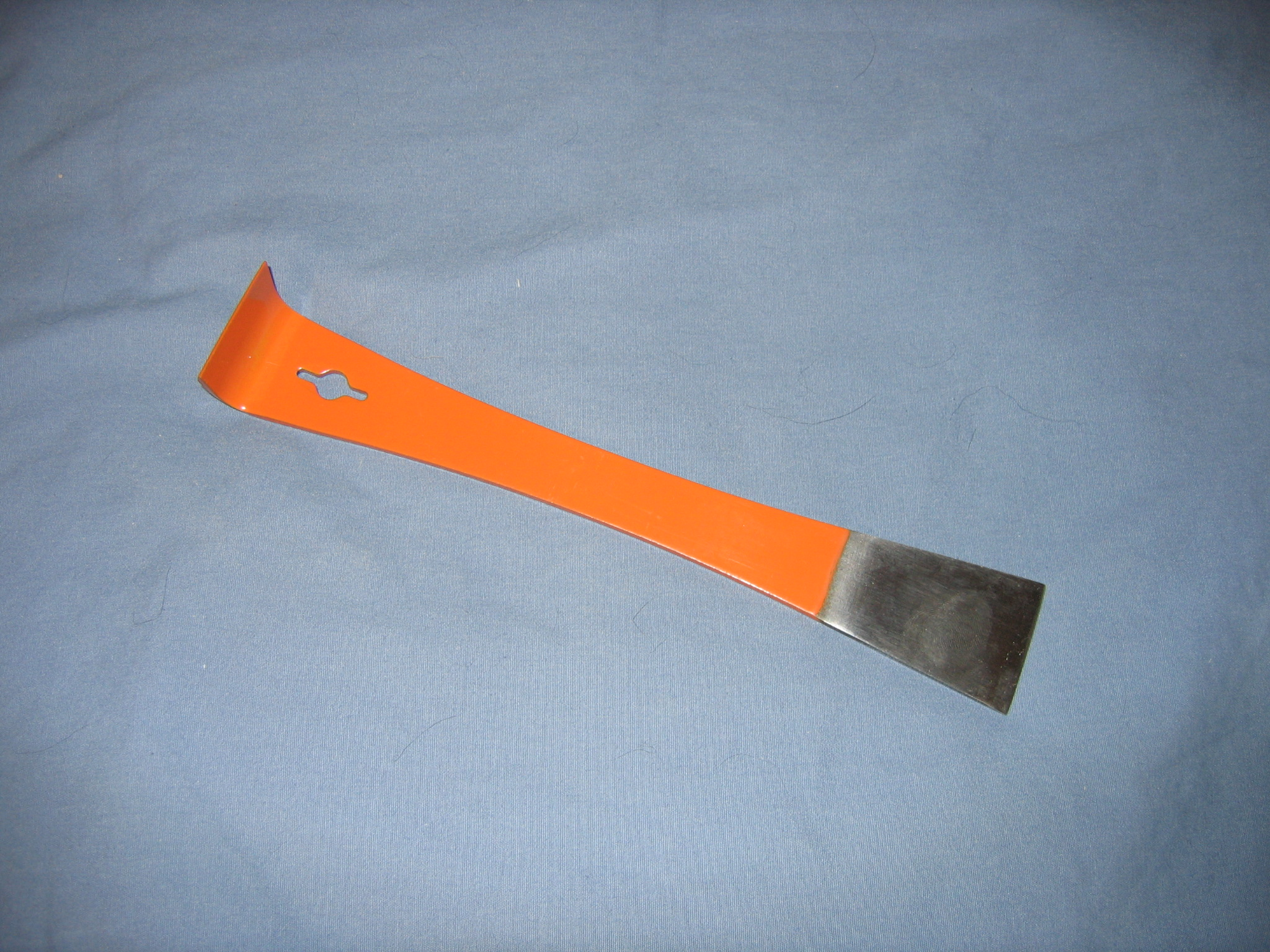
Dłuto pasieczne

Dłuto – narzędzie ręczne wykonane zwykle ze stali narzędziowej lub niestopowej używane do obróbki drewna przez snycerzy, rzeźbiarzy, stolarzy i drzeworytników. Odpowiedniej konstrukcji dłuta, zwane przecinakami, używane są również do obróbki kamienia przez kamieniarzy i rzeźbiarzy, a także przy pracach budowlanych.
Dłuto do drewna składa się ze stalowego (hartowanego i odpuszczonego) ostrza zakończonego z jednej strony wylotem z krawędzią tnącą, a z drugiej kołnierzem ze sztyftem (lub piórem) służącym do osadzenia w drewnianym trzonku.
    Dłuto w gnieździe trzonka osadza się przez uderzanie trzonka pobijakiem.

## Dłuta do drewna

### Podział dłut

#### Ze względu na kształt ostrza
|        |         |            |  |
| proste | wygięte | typu łyżka |  |

|                |          |           |
| łyżka odwrotna | noga psa | rybi ogon |

#### Ze względu na kształt wylotu
|              |            |             |              |           |               |  |
| rzeźbiarskie | stolarskie | skośne lewe | skośne prawe | trójkątne | trójkątne 90° |  |

|                   |        |        |         |
| rynienka odwrotna | typu C | typu U | ptaszek |

## Dłuta do kamienia i betonu

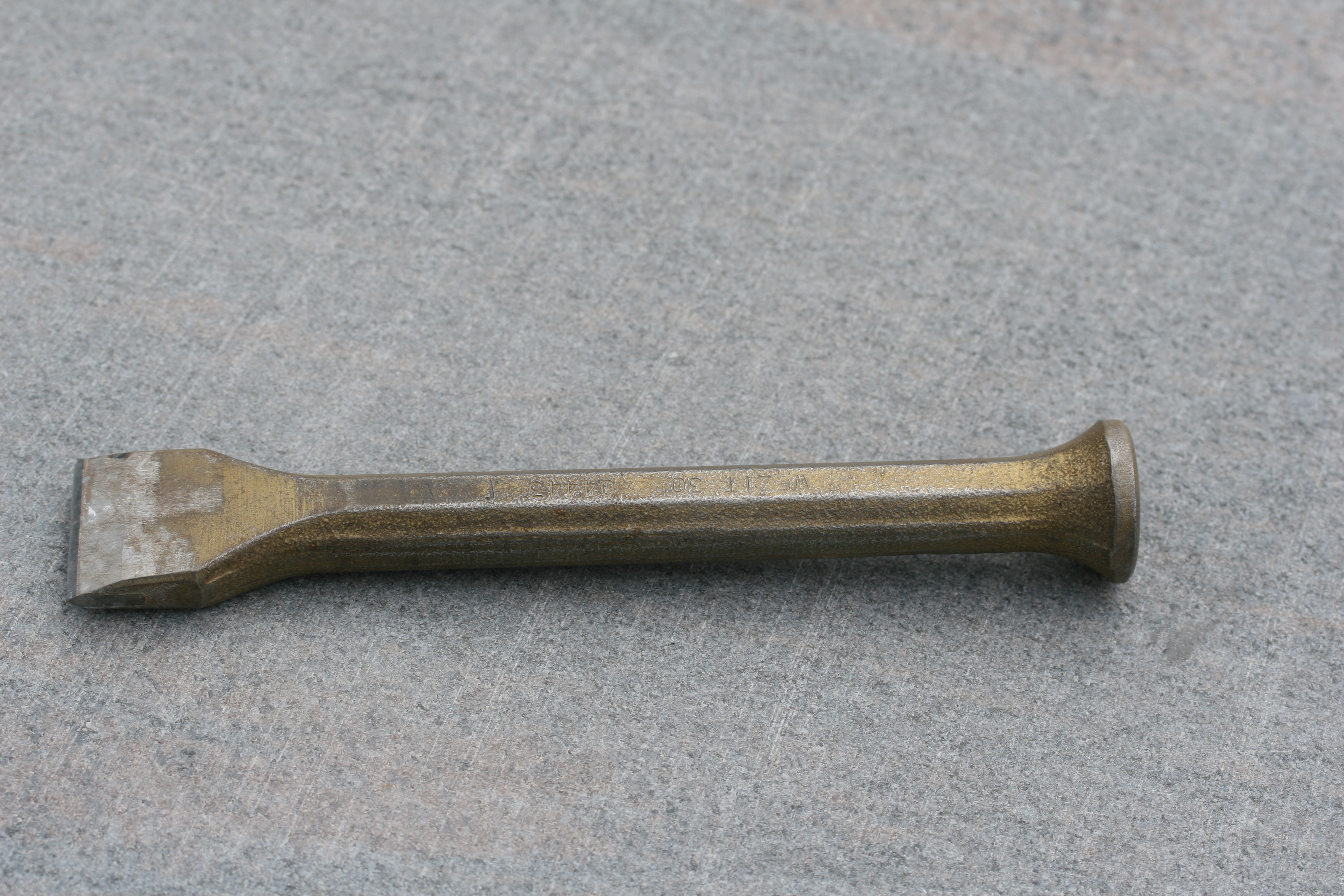
Dłuto kamieniarskie (przecinak)
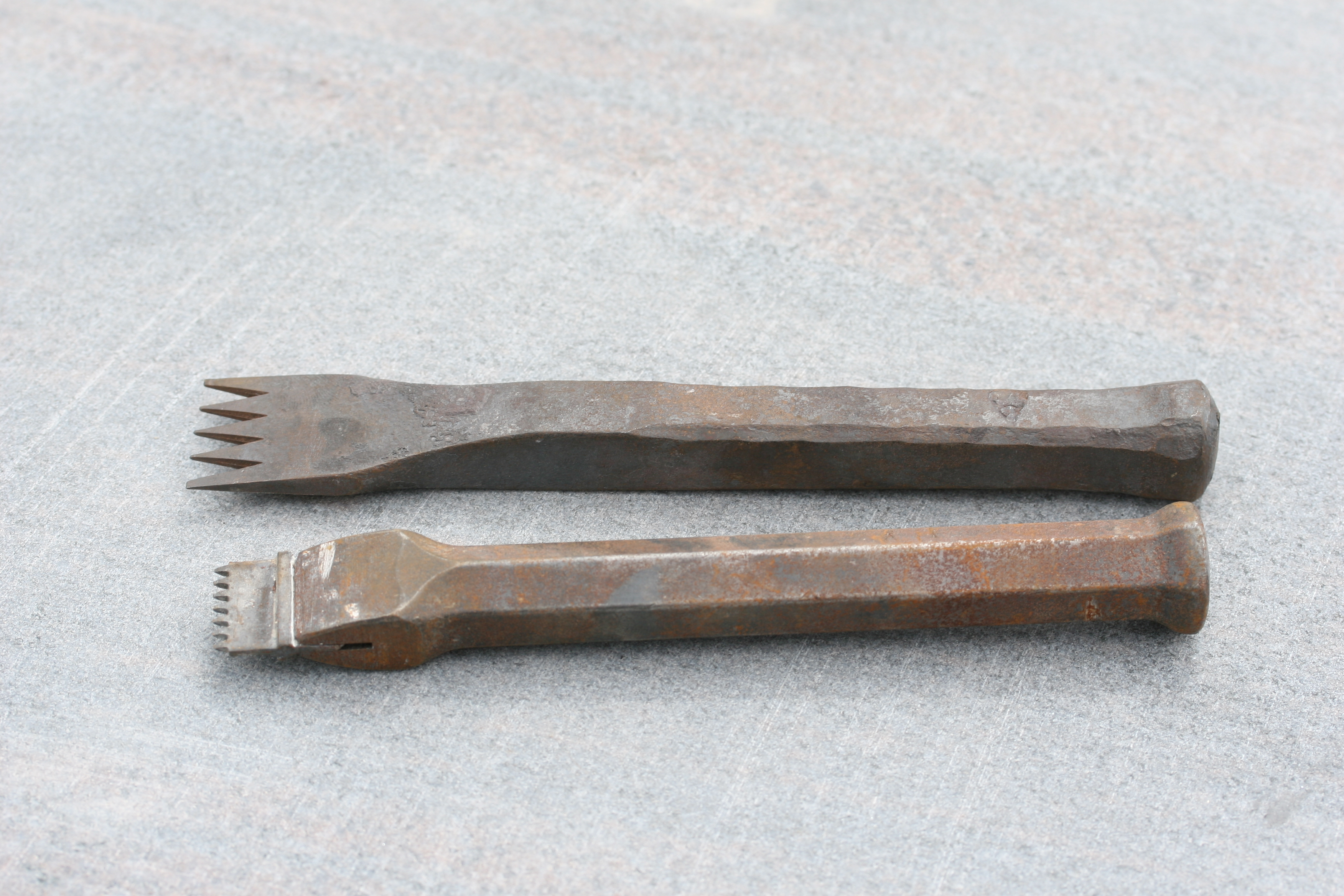
Dłuta do nadawania rzeźbom faktury
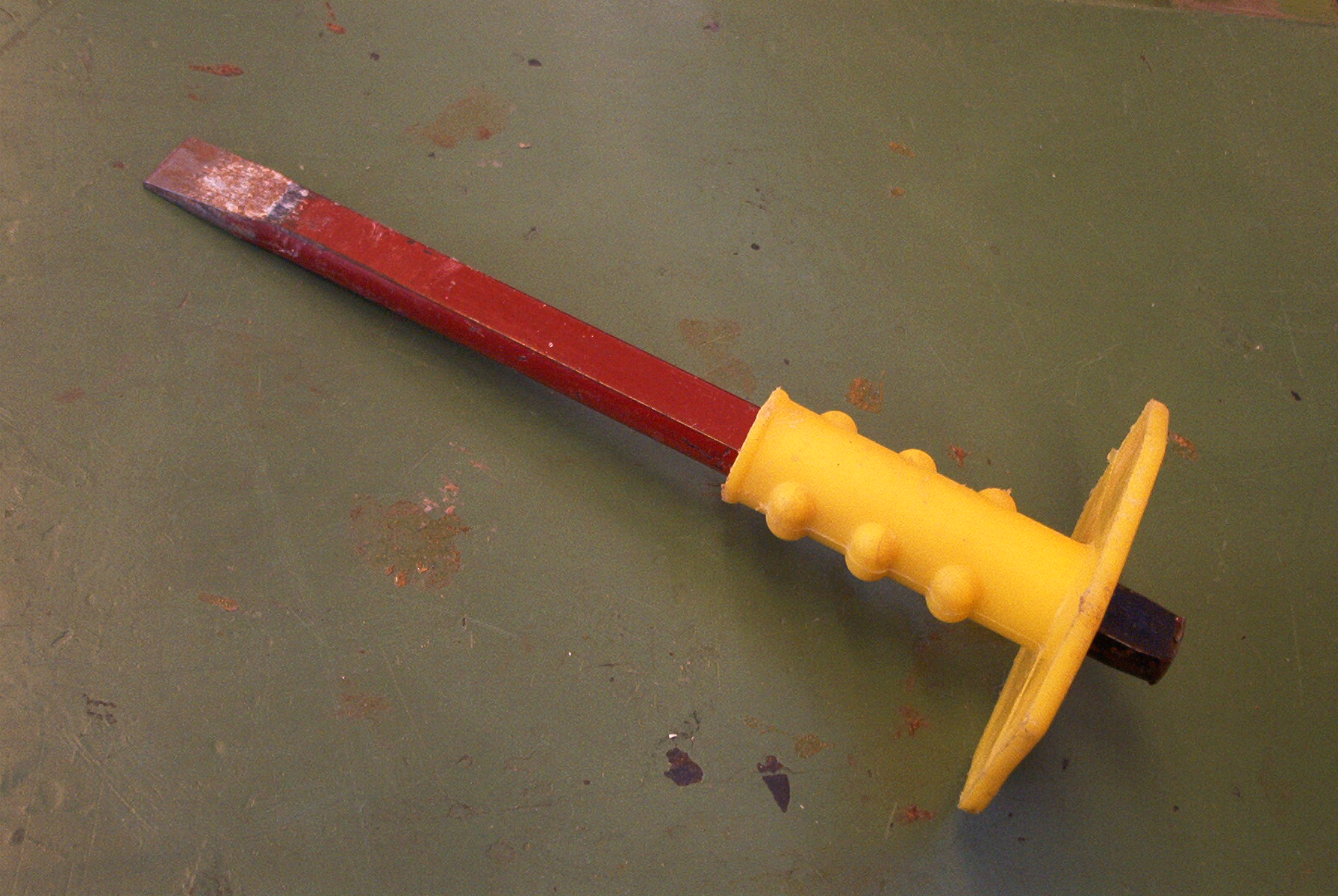
Dłuto budowlane (przecinak)